# Номерні знаки штату Іллінойс

Регулярний номерний знак

Номерні знаки Іллінойсу видаються Департаментом транспорту (DOT). Штат Іллінойс вимагає розміщення двох номерних знаків на автомобілі.
Регулярні номерні знаки Іллінойсу мають формат А12 3456. Кодування відсутнє. Чинні бланки номерних знаків мають фонове градієнтне біло-блакитне тло з переходом згори вниз, в центрі пластини розташоване зображення погруддя Авраама Лінкольна. В нижньому рядку номерного знаку розташовано гасло штату: Земля Лінкольна (LAND OF LINCOLN). На задній табличці розташовуються наліпки про сплату щорічних мит. Індивідуальні комбінації літер і цифр можливо використовувати на стандартному бланку номерного знаку.

## Інші формати регулярних номерних знаків
- До 2007 року формат регулярних номерних знаків мав вигляд 123 4567;
- Номерні знаки для мотоциклів мають формат 123 456 та розміри 4х7 дюймів;
- Номерні знаки для вантажного транспорту мають формат 123456.
- Номерні знаки для причепів мають формат 1234AB T/A;
- Номерні знаки для вантажних комерційних перевезень за межі штату (APPORTIONED) мають формат Т123456

## Номерні знаки «особливого інтересу»

Номерний знак особливого інтересу

Номерні знаки «особливого інтересу» мають власні бланки та вертикально розташовані суфікси, що розшифровують тип знаку.

## Цікаві факти
В штаті Іллінойс для тонування переднього скла автомобіля необхідно мати лікарський дозвіл та отримати спеціальні номерні знаки для автомобіля з тонованим переднім склом. Ці номерні знаки мають формат 12345WT (window tined) на стандартному бланку.